# فریدا سوقویان
فریدریخ مکرتچی سوقویان، فرید (ارمنی: Ֆրիդրիխ Մկրտչի Սողոյան, Ֆրիդ؛ زادهٔ ۲ اکتبر ۱۹۳۶ - درگذشته ۳۱ ژوئیهٔ ۲۰۱۹) مجسمه‌ساز اهل ارمنستان بود.

## زندگی‌نامه
وی در ۲ اکتبر ۱۹۳۶ در لنیناکان به دنیا آمد و از آکادمی دولتی هنرهای زیبای ارمنستان فارغ‌التحصیل گشت. وی برنده جوایزی همچون نقاش مردمی جمهوری ارمنستان ()، مدال موسس خورناتسی () و جایزه لنین است. وی در ۳۱ ژوئیهٔ ۲۰۱۹ در سن ۸۲ سالگی درگذشت و در گورستان ارامنه مسکو به خاک سپرده شد.

## نگارخانه

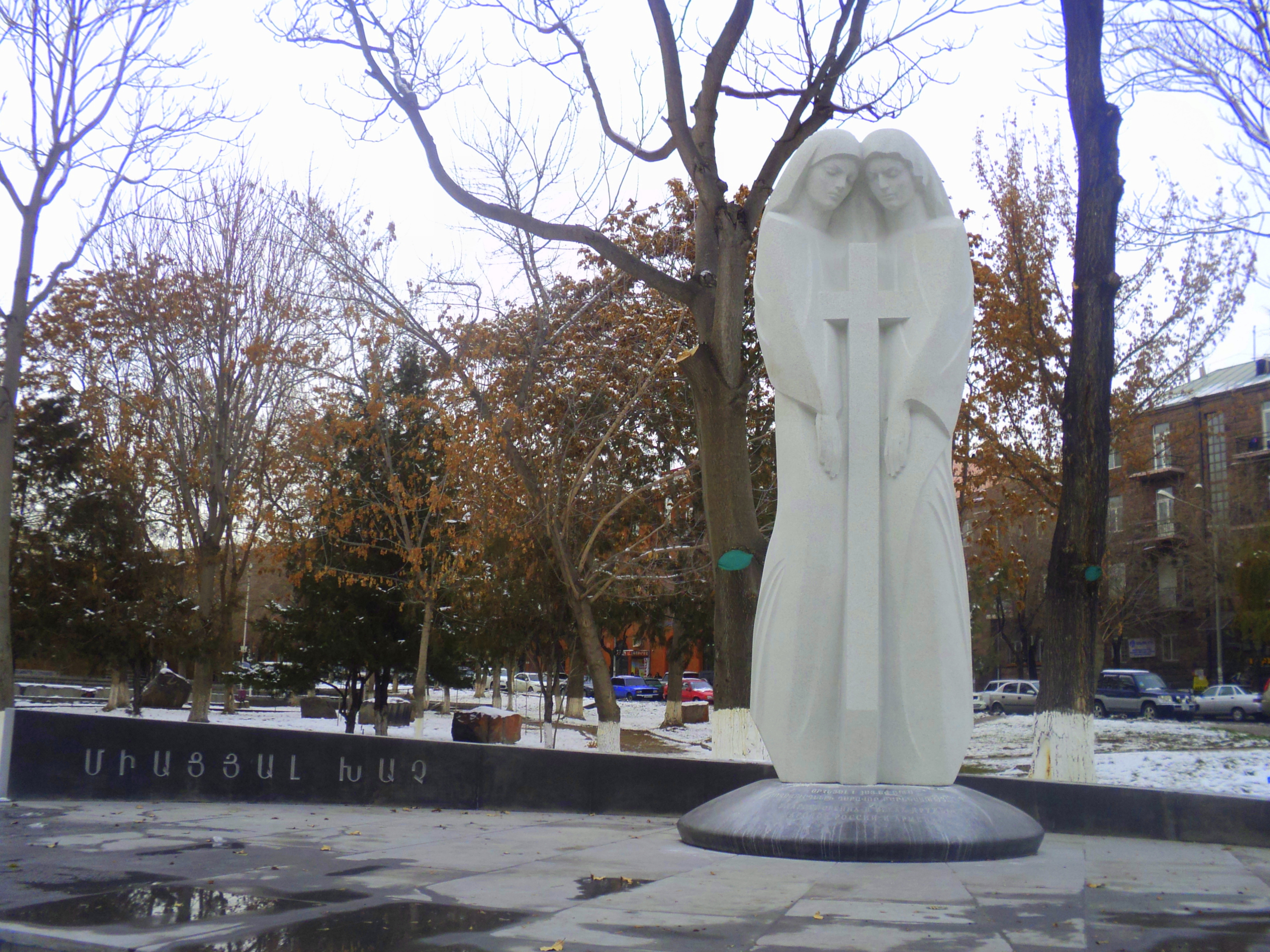
«Միացյալ խաչ» հուշարձան
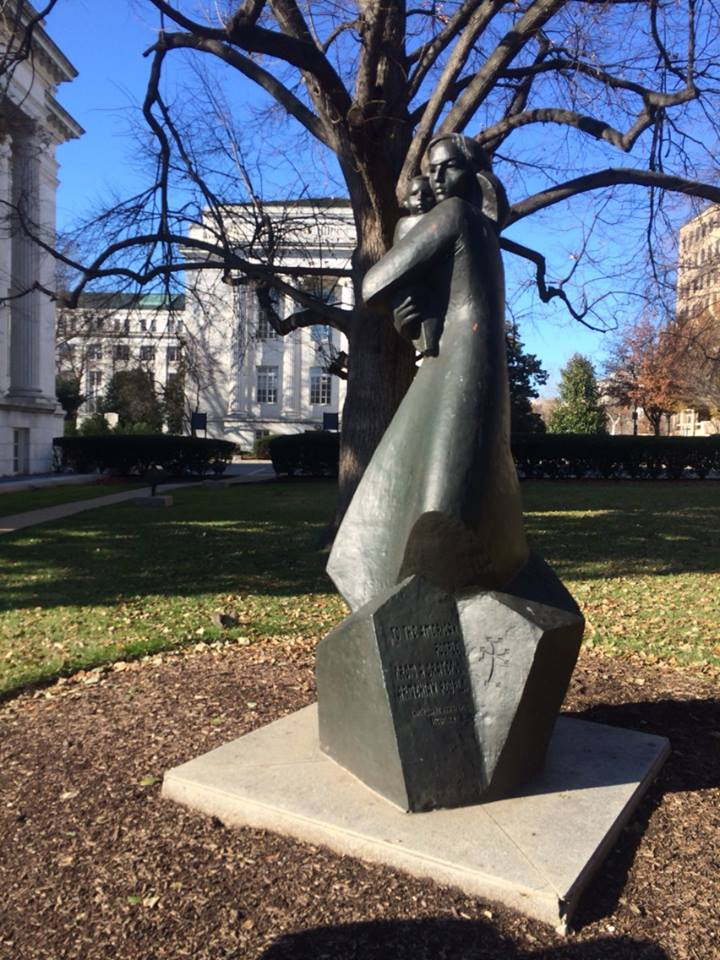
hy:Մայր երկիր (հուշարձան, Վաշինգտոն)
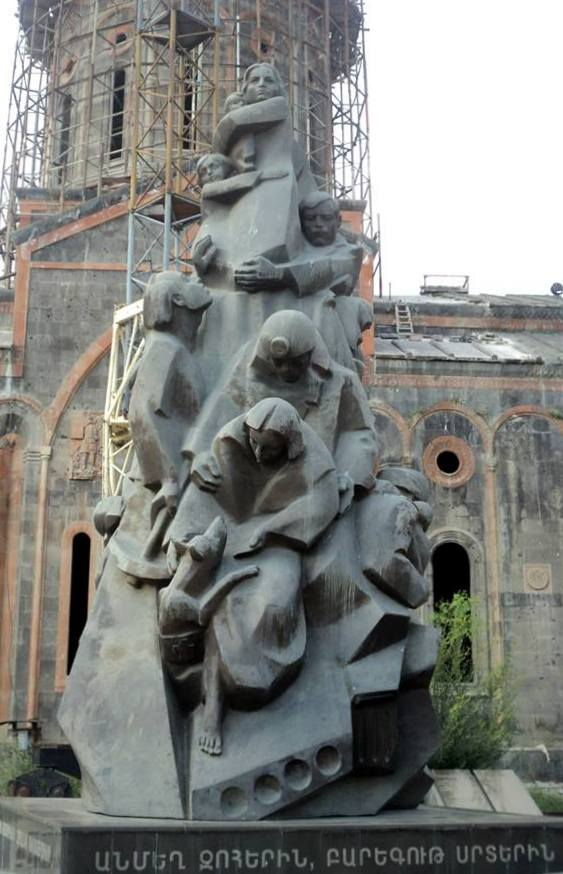
hy:Անմեղ զոհերին, բարեգութ սրտերին (հուշարձան, Գյումրի)
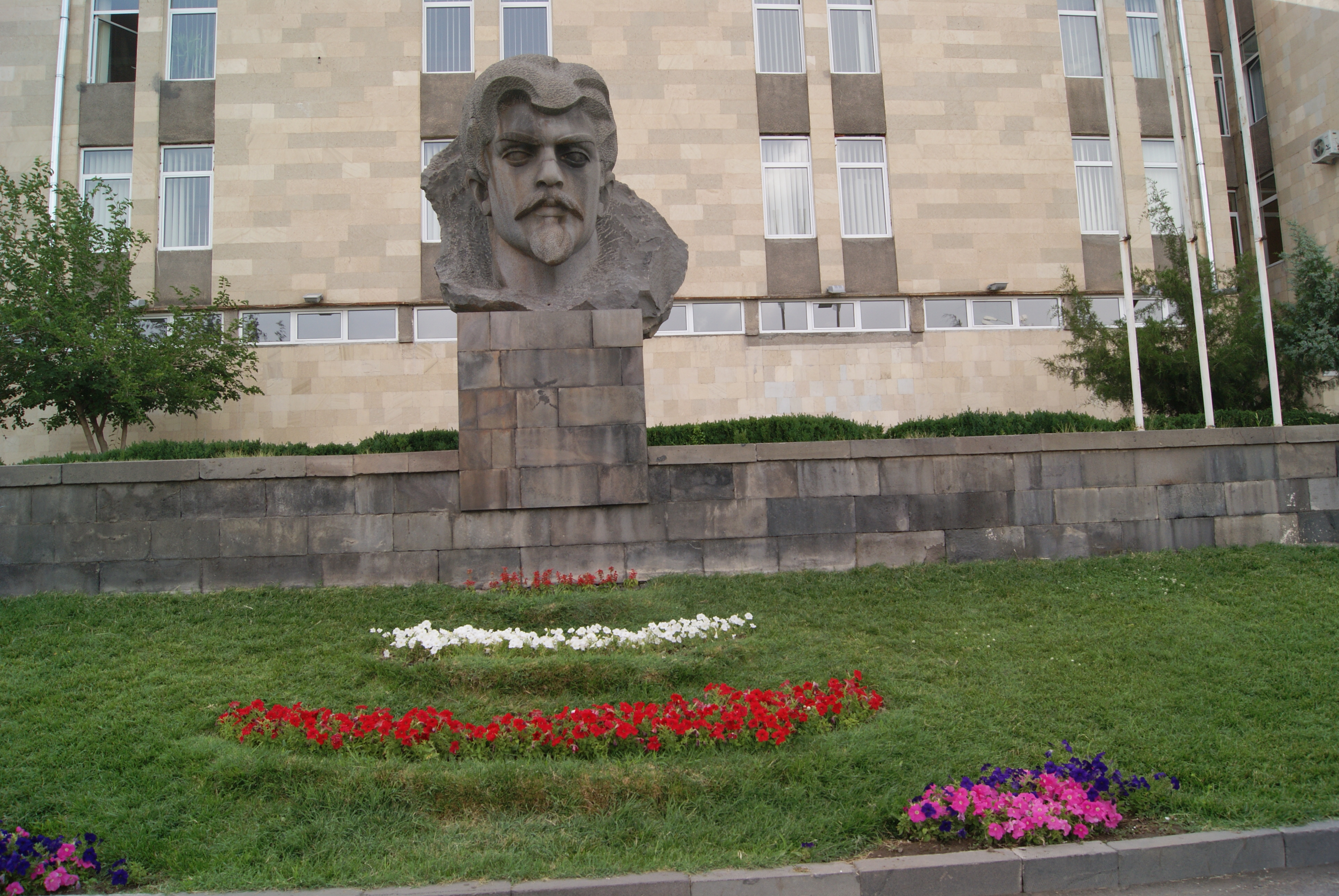
hy:Ստեփան Շահումյանի կիսանդրի (Երևան, Մալաթիա-Սեբաստիա)